# George Rümker

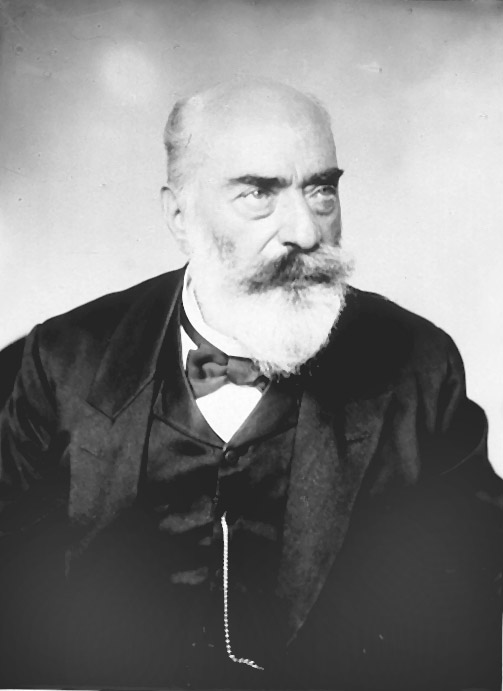
George Rümker, um 1895

George Friedrich Wilhelm Rümker (* 31. Dezember 1832 in Ottensen; † 3. März 1900 in Hamburg) war ein deutscher Astronom und zweiter Direktor der Hamburger Sternwarte.

## Leben
George Rümkers Vater war Karl Rümker, der erste Direktor der Hamburger Sternwarte. Seine Mutter war Marie Louise Melcher, die damalige Haushälterin seines Vaters, die beide nicht heirateten. Marie Louise Melcher wanderte später in die USA aus.
Durch die Arbeit seines Vaters inspiriert, beschäftigte sich auch George Rümker früh mit der Astronomie. Seine erste Beobachtung über Sternschnuppen erschien mit 15 Jahren. Ab 1851 studierte George Rümker theoretische Astronomie bei Johann Franz Encke in Berlin. 1853 erhielt er eine Anstellung als Observator an der Sternwarte von Durham in England.
Seine Frau Mary Hannah Crockford (1809–1889) war ebenfalls Astronomin und bekannt für ihre Entdeckung eines Kometen im Jahr 1847 (der etwas früher von der amerikanischen Astronomin Maria Mitchell beobachtet wurde).
Nach einem Sturz seines Vaters in der Hamburger Sternwarte im März 1854 kehrte George 1857 nach Hamburg zurück und übernahm die Leitung der Sternwarte. Weil er noch so jung war, konnte er erst später, 1866, offiziell zum Direktor ernannt werden. Diese Funktion hatte er bis 1899 inne.

## Werk
George Rümkers wissenschaftliches Interesse galt zunächst geophysikalischen Beobachtungen. Er beteiligte sich 1854 an Airys Pendelversuchen zur Bestimmung der Gravitationskonstante in den Kohlebergwerken von Harton Colliery.
Nach Übernahme der Sternwartenleitung in Hamburg organisierte er eine Expeditionsreise zur totalen Sonnenfinsternis am 18. Juli 1860 nach Castellón de la Plana.
Sein Vater hatte 1854 bereits eine Senatseingabe für den Kauf eines neuen Äquatorials für die Sternwarte gemacht. George konnte diesen Kauf abschließen, indem er zusätzliche Spendengelder von Kaufleuten organisierte. Das Äquatorial blieb später beim Umzug der Sternwarte nach Bergedorf erhalten und wurde dort erneut aufgestellt.
Den notwendigen Umzug der Hamburger Sternwarte aus der Hamburger Innenstadt heraus an den Stadtrand bei Bergedorf konnte George Rümker noch anstoßen, aufgrund eines schweren Gichtleidens fiel die Arbeit aber seinem Nachfolger Richard Schorr zu.

## Ehrungen
1875 wurde er zum Mitglied der Deutschen Akademie der Naturforscher Leopoldina gewählt.

## Schriften
- Über die Parallaxe und Aberration der Gestirne : eine astronomische Abhandlung, Hamburg, 1865.
- Die totale sonnenfinsterniss am 18. juli 1860, Hamburg, Perthes-Besser & Mauke, 1861 lccn.loc.gov.
- Beobachtung der totalen Sonnenfinsterniss, zu Castellon de la Plana in spanien, am 18. Juli 1860, Hamburg, 1861.